# Mauricio Salazar
Mauricio Javier Salazar Durán (La Serena, 21 settembre 1979) è un ex calciatore cileno, di ruolo attaccante.